# Drag Race Sverige (prima edizione)
La prima edizione di Drag Race Sverige è andata in onda in Svezia dal 5 marzo al 23 aprile 2023 sulla piattaforma streaming SVT Play e in chiaro sul canale televisivo SVT1.
Il 6 febbraio 2023 sono state annunciate le nove concorrenti, provenienti da diverse parti della Svezia, in competizione per ottenere il titolo di Sverige's Next Drag Superstar.
Admiral Thunderpussy, vincitrice dell'edizione, ha guadagnato come premio 100000 kr, un posto come artista principale all'Allsång på Skansen, una corona e uno scettro di Fierce Drag Jewels.

## Concorrenti
Le nove concorrenti che prendono parte al reality show sono:
| Concorrente         | Vero nome                | Età | Città                    | Posizionamento |
| ------------------- | ------------------------ | --- | ------------------------ | -------------- |
| Admira Thunderpussy | Adam Risberg             | 28  | Stoccolma – Stoccolma    | Vincitrice     |
| Fontana             | Gabriel Fontana Teixeira | 29  | São Leopoldo – Brasile   | 2º posto       |
| Vanity Vain         | Linus Mauritz            | 31  | Linköping – Östergötland | 3º posto       |
| Elecktra            | Robin Werner             | 35  | Helsingborg – Scania     | 4º posto       |
| Antonina Nutshell   | Anton Nässlin            | 29  | Liverpool – Regno Unito  | 5º posto       |
| Santana Sexmachine  | Jesper Lindgren          | 28  | Berlino – Germania       | 6º posto       |
| Imaa Queen          | Adam Spjuth              | 28  | Värnamo – Jönköping      | 7º posto       |
| Endigo              | Tobias Ulf Eddie Öberg   | 31  | Tokyo – Giappone         | 8º posto       |
| Almighty Aphroditey | Dante Mason              | 20  | Mora – Dalarna           | 9º posto       |

## Tabella eliminazioni
| Ordine | Episodi  | Episodi  | Episodi  | Episodi  | Episodi  | Episodi  | Episodi  | Episodi             |
| Ordine | 1        | 2        | 3        | 4        | 5        | 6        | 7        | 8                   |
| ------ | -------- | -------- | -------- | -------- | -------- | -------- | -------- | ------------------- |
| 1      | Imaa     | Elecktra | Vanity   | Admira   | Admira   | Fontana  | Admira   | Admira Thunderpussy |
| 2      | Admira   | Imaa     | Imaa     | Elecktra | Vanity   | Vanity   | Fontana  | Fontana             |
| 3      | Santana  | Santana  | Admira   | Santana  | Elecktra | Admira   | Vanity   | Vanity Vain         |
| 4      | Vanity   | Fontana  | Santana  | Fontana  | Antonina | Elecktra | Elecktra |                     |
| 5      | Elecktra | Admira   | Fontana  | Vanity   | Fontana  | Antonina |          |                     |
| 6      | Fontana  | Endigo   | Elecktra | Antonina | Santana  |          |          |                     |
| 7      | Antonina | Vanity   | Endigo   | Imaa     |          |          |          |                     |
| 8      | Endigo   | Antonina |          |          |          |          |          |                     |
| 9      | Almighty |          |          |          |          |          |          |                     |

Legenda:
     La concorrente ha vinto la gara
     La concorrente è arrivata in finale ma non ha vinto la gara
     La concorrente è arrivata in finale, ma è stata eliminata
     La concorrente ha vinto la puntata
     La concorrente figura tra le prime ma non ha vinto la puntata
     La concorrente è salva e accede alla puntata successiva (l'ordine di chiamata è casuale)
     La concorrente figura tra le ultime ma non ed è a rischio eliminazione
     La concorrente figura tra le ultime due ed è a rischio eliminazione
     La concorrente è stata eliminata, ma poi riammessa in una puntata successiva
     La concorrente è stata eliminata

## Giudici
- Robert Fux
- Kayo Shekoni
- Farao Groth

### Giudici ospiti
- Daniela Rathana
- Siw Malmkvist
- Tone Sekelius
- Christer Lindarw
- Fredrik Robertsson
- Arantxa Alvarez
- Omar Rudberg
- Loreen
- Caroline Hjelt
- Shima Niavarani

## Special Guest
- Peter Knutson
- Herman Gardarfve
- Melanie Wehbe
- Patrik Jean
- Simon Sköld
- Niklas Andersson
- Robin Bengtsson
- Robert Eirfjell
- Anthony Yigit
- Benjamin Johnsson

## Riassunto episodi

### Episodio 1 –Tävlande, Växla Upp!
Il primo episodio della prima edizione svedese si apre con le concorrenti che entrano nell'atelier. La prima a entrare è Fontana, l'ultima è Vanity Vain. Robert Fux fa il suo ingresso annunciando l'inizio di una nuova edizione e dando il benvenuto alle concorrenti.
- La mini sfida: le concorrenti devono posare per un servizio fotografico ambientato in una scenografia a tema Midsommar. La vincitrice della mini sfida è Elecktra, che ottiene l'immunità dall'eliminazione.
- La sfida principale: le concorrenti devono presentare due outfit da sfoggiare sulla passerella. Il primo outfit deve essere ispirato dalla città d'origine delle concorrenti, mentre il secondo devono indossare un look ispirato alla famiglia reale svedese.

Giudice ospite della puntata è Daniela Rathana. Robert Fux dichiara Elecktra, Fontana e Vanity salve, e lascia le altre concorrenti sul palco per le critiche. Almighty Aphroditey ed Endigo sono le peggiori, mentre Imaa Queen è la migliore della puntata.
- L'eliminazione: Almighty Aphroditey ed Endigo vengono chiamate ad esibirsi con la canzone Puss & Kram di Daniela Rathana. Endigo si salva mentre Almighty Aphroditey viene eliminata dalla competizione.

### Episodio 2 –MARAton-Talangjakt
Il secondo episodio si apre con le concorrenti che rientrano nell'atelier dopo l'eliminazione di Almighty, che si complimentano con Imaa per la prima vittoria dell'edizione. Il giorno successivo nell'atelier si discute su quali possano essere le sfide future.
- La mini sfida: per la mini sfida, le concorrenti dovranno truccarsi totalmente al buio in 5 minuti, senza poter utilizzare nessun tipo di specchio. Al termine del tempo mostreranno il risultato a Tone Sekelius, giudice ospite della puntata. La vincitrice della mini sfida è Fontana.
- La sfida principale: le concorrenti prendono parte al C-U-N-Talent Show, ovvero una gara di talenti, esibendosi davanti ai giudici. Avendo vinto la mini sfida, Fontana ha la possibilità di decidere l'ordine di esibizione. Robert Fux ritorna nell'atelier per vedere i preparativi della sfida, inoltre, aiuta le concorrenti con vari consigli su come dare il massimo per mostrare il proprio talento. Le concorrenti decidono di esibirsi nelle seguenti categorie:

| Concorrente         | Talento dell'esibizione      |
| ------------------- | ---------------------------- |
| Fontana             | Samba                        |
| Imaa Queen          | Cabaret                      |
| Endigo              | Canto con chitarra elettrica |
| Santana Sexmachine  | Poledance                    |
| Elecktra            | Canto                        |
| Antonina Nutshell   | Spoken Word                  |
| Admira Thunderpussy | Canto                        |
| Vanity Vain         | Pittura                      |

Giudici ospiti della puntata sono Siw Malmkvist e Tone Sekelius. Il tema della sfilata è Långstrump Extravaganza, dove le concorrenti devono sfoggiare un abito con delle calze esageratamente lunghe. Robert Fux dichiara Fontana e Admira salve, e lascia le altre concorrenti sul palco per le critiche. Antonina Nutshell e Vanity Vain sono le peggiori, mentre Elecktra è la migliore della puntata.
- L'eliminazione: Antonina Nutshell e Vanity Vain vengono chiamate ad esibirsi con la canzone Jazzbacillen di Siw Malmkvist. Vanity Vain si salva mentre Antonina Nutshell viene eliminata dalla competizione.

### Episodio 3 –Drag-a'-Mera
Il terzo episodio si apre con le concorrenti che rientrano nell'atelier dopo l'eliminazione di Antonina, con Endigo disposta a tutto per evitare di finire tra le ultime nella prossima sfida.
- La mini sfida: le concorrenti partecipano ad un quiz di cultura generale incentrato sulla scena drag svedese. La vincitrice della mini sfida è Endigo.
- La sfida principale: le concorrenti, con l'obiettivo di omaggiare Greta Thunberg, devono realizzare un outfit utilizzando unicamente materiali riciclabili ed ecosostenibili. Avendo vinto la mini sfida, Endigo ha la possibilità di scegliere per prima i materiali da utilizzare per la sfida. Quando Robert Fux ritorna nell'atelier, insieme a lui c'è lo stilista Fredrik Robertsson, che offrono consigli su come eccellere in una sfida di moda.

Giudici ospiti della puntata sono Christer Lindarw e Fredrik Robertsson. Il tema della sfilata è Greta's Tip-Top Couture, dove le concorrenti devono presentare l'abito appena creato. Robert Fux dichiara Admira e Santana salve, e lascia le altre concorrenti sul palco per le critiche. Elecktra ed Endigo sono le peggiori, mentre Vanity Vain è la migliore della puntata.
- L'eliminazione: Elecktra ed Endigo vengono chiamate ad esibirsi con la canzone Sexual Revolution dei Army of Lovers. Elecktra si salva mentre Endigo viene eliminata dalla competizione.

### Episodio 4 –Snatch Game
Il quarto episodio si apre con le concorrenti che rientrano nell'atelier dopo l'eliminazione di Endigo, con Elecktra che vuole dare il massimo nella prossima sfida per evitare di finire tra le peggiori. Successivamente Vanity si sente soddisfatta di aver vinto la sfida dopo aver rischiato precedentemente l'eliminazione.
- La mini sfida: le concorrenti devono "leggersi" a vicenda, ovvero dire qualcosa di cattivo ma facendolo in modo scherzoso. Dopo un primo round tra le concorrenti, Robert Fux annuncia che la sfida è principalmente rivolta ad Almighty Aphroditey, Antonina Nutshell ed Endigo, le tre concorrenti precedentemente eliminate, con l'obiettivo di ritornare nuovamente in gara. La vincitrice della mini sfida è Antonina Nutshell, che ottiene come premio la possibilità di tornare a far parte della competizione.

- La sfida principale: le concorrenti prendono parte alla sfida più attesa in ogni edizione dello show, lo Snatch Game. Arantxa Alvarez e Omar Rudberg sono i concorrenti del gioco. Le concorrenti devono scegliere una celebrità e impersonarla per l'intero gioco, con lo scopo di essere il più divertenti possibili. Le celebrità scelte dalle concorrenti sono state:

| Concorrente         | Celebrità impersonata |
| ------------------- | --------------------- |
| Admira Thunderpussy | Anita Ekberg          |
| Antonina Nutshell   | Sandra Dahlberg       |
| Elecktra            | Anna Anka             |
| Fontana             | Britney Spears        |
| Imaa Queen          | Carola Häggkvist      |
| Santana Sexmachine  | Gunilla Persson       |
| Vanity Vain         | Anna Book             |

Giudici ospiti della puntata sono Arantxa Alvarez e Omar Rudberg. Il tema della sfilata è Mitt Liv Som Tant, dove le concorrenti devono sfoggiare un abito che le rappresenti come saranno fra 50 anni. Robert Fux dichiara Fontana e Santana salve, e lascia le altre concorrenti sul palco per le critiche. Antonina Nutshell ed Imaa Queen sono le peggiori, mentre Admira Thunderpussy è la migliore della puntata.
- L'eliminazione: Antonina Nutshell ed Imaa Queen vengono chiamate ad esibirsi con la canzone Kitty Girl di RuPaul. Antonina Nutshell si salva mentre Imaa Queen viene eliminata dalla competizione.

### Episodio 5 –Dragodifestivalen
Il quinto episodio si apre con le concorrenti che rientrano nell'atelier dopo l'eliminazione di Imaa, ancora sconvolte dalla sua eliminazione. Alcune concorrenti, in particolare Admira, sono convinte che Antonina sarebbe dovuta essere elimanta, data che Imaa aveva ancora molto da mostrare ai giudici.
- La mini sfida: le concorrenti devono sponsorizzare dai oggetti di scena provenienti dal Melodifestivalen, la selezione canora svedese per la scelta del rappresentante nazionale all'Eurovision Song Contest. La vincitrice della mini sfida è Fontana.
- La sfida principale: le concorrenti, divise in due gruppi, devono scrivere, produrre e coreografare un numero da girl group in occasione del Dragodifestivalen, parodia del già citato Eurovision Song Contest. Avendo vinto la mini sfida, Fontana ha la possibilità di decidere i componenti del suo gruppo, scegliendo Elecktra e Vanity. Mentre Admira, Antonina e Santana faranno parte del secondo gruppo. Una volta scritto il pezzo, le concorrenti raggiungono Herman Gardarfve, Melanie Wehbe e Patrik Jean danno loro consigli e aiuto per la registrazione del pezzo. Durante le registrazioni delle tracce Fontana e Santana hanno avuto dei problemi nel rendere le loro strofe accattivanti mentre Vanity ed Admira hanno ricevuto complimenti per le loro armonie. Successivamente ogni gruppo raggiunge il palco principale per organizzare la coreografia, il gruppo di Fontana ha avuto problemi sull'organizzazione della coreografia, mentre il gruppo di Admira è molto preparato per l'esibizione.

| Concorrenti         | Nome Girl Group  | Brano della Performance                                      |
| ------------------- | ---------------- | ------------------------------------------------------------ |
| Elecktra            | The Powder Puffs | "E' de' det här du kallar make-up?" (The Powder Puffs Remix) |
| Fontana             | The Powder Puffs | "E' de' det här du kallar make-up?" (The Powder Puffs Remix) |
| Vanity Vain         | The Powder Puffs | "E' de' det här du kallar make-up?" (The Powder Puffs Remix) |
| Admira Thunderpussy | Arja's Angels    | "Allt jab begär" (Arja's Angels Remix)                       |
| Antonina Nutshell   | Arja's Angels    | "Allt jab begär" (Arja's Angels Remix)                       |
| Santana Sexmachine  | Arja's Angels    | "Allt jab begär" (Arja's Angels Remix)                       |

Giudice ospite della puntata è Loreen. Il tema della sfilata è Omvandling, dove le concorrenti devono presentare più abiti sulle passerella attraverso la tecnica del trasformismo. Robert Fux dichiara Elecktra salva, e lascia le altre concorrenti sul palco per le critiche. Fontana e Santana Sexmachine sono le peggiori, mentre Admira Thunderpussy è la migliore della puntata.
- L'eliminazione: Fontana e Santana Sexmachine vengono chiamate ad esibirsi con la canzone Euphoria di Loreen. Fontana si salva mentre Santana Sexmachine viene eliminata dalla competizione.

### Episodio 6 –Drömsystrar
Il sesto episodio si apre con le concorrenti che rientrano nell'atelier dopo l'eliminazione di Santana, con Fontana sorpresa di aver vinto il lip sync data la grande fama di Santana, mentre le altre iniziano a sentire la tensione per essere le ultime cinque ancora in gara.
- La mini sfida: le concorrenti devono "sedurre" un buttafuori per entrare nel camerino de Le Chicks, storico gruppo musicale di Kayo Shekoni. La vincitrice della mini sfida è Elecktra.
- La sfida principale: le concorrenti devono truccare e preparare alcuni uomini virili, con l'obiettivo di farle diventare simili in drag. Avendo vinto la mini sfida, Elecktra ha la possibilità di formare le coppie per la sfida. Durante la preparazione della sfida, le concorrenti e i calciatori si confrontano tra loro su diverse questioni, in particolare su come le concorrenti devono costantemente dare il massimo per essere accettate nella società.

| Concorrente         | Uomini virili (Nome Reale) | Uomini virili (Nome in Drag) |
| ------------------- | -------------------------- | ---------------------------- |
| Admira Thunderpussy | Robin Bengtsson            | Stareena Thunderpussy        |
| Antonina Nutshell   | Robert Eirfjell            | Angela Nutshell              |
| Elecktra            | Simon Sköld                | Perfekta                     |
| Fontana             | Anthony Yigit              | Roxana                       |
| Vanity Vain         | Niklas Andersson           | Nikita Vain                  |

Giudice ospite della puntata è Caroline Hjelt. Il tema della sfilata è Dröm Systrar, dove le concorrenti e gli uomini virili devono sfoggiare due abiti che rappresentano la loro famiglia drag. Dopo la sfilata e le critiche dei giudici, Robert Fux dichiara e Antonina Nutshell e Elecktra le peggiori, mentre Fontana è la migliore della puntata.
- L'eliminazione: Antonina Nutshell e Elecktra vengono chiamate ad esibirsi con la canzone Emergency delle Icona Pop. Elecktra si salva, mentre Antonina Nutshell viene eliminata dalla competizione.

### Episodio 7 –Diva Assoluta
Il sesto episodio si apre con le concorrenti che rientrano nell'atelier dopo l'eliminazione di Antonina, con le concorrenti al settimo cielo per essere le ultime quattro rimaste. Successivamente fanno il calcolo delle vittorie di tutti, e molte si chiedono chi riuscirà ad accedere alla finale e chi sarà eliminata.
- La mini sfida: per la mini sfida, la vincitrice dalla puntata precedente, Fontana deve stilare una classifica su quale concorrente ritiene più forte e quale la più debole. Fontana si mette al primo posto, posizionando a seguire: Vanity, Elecktra ed infine Admira. Robert Fux, in seguito ha annunciato che la sfida ha determinato un vantaggio nella sfida principale. Infatti, la concorrente collocata all'ultimo posto, ossia Admira, ottiene il già citato vantaggio.
- La sfida principale:  le concorrenti devono recitare nella pellicola noir Diva Assoluta. Grazie al vantaggio ottenuta nella mini sfida, Admira avrà il compito di assegnare i vari ruoli della sfida. Una volta assegnati i copioni, le concorrenti incontrano Robert Fux e Shima Niavarani che aiuteranno a produrre la pellicola nel ruolo di registri.

| Concorrente         | Personaggio interpretato |
| ------------------- | ------------------------ |
| Admira Thunderpussy | Hulda de Hår             |
| Elecktra            | Sagga Norén              |
| Fontana             | Diva Assoluta            |
| Vanity Vain         | Helene Könholm           |

Giudice ospite della puntata è Shima Niavarani. Il tema della sfilata è Drama Queen, dove le concorrenti devono sfoggiare un abito che rappresenti una regina cattiva. Dopo la sfilata e le critiche dei giudici, Robert Fux dichiara Vanity Milan ed Elecktra le peggiori della puntata, mentre Admira Thunderpussy è la migliore della puntata ed accede alla finale, Fontana si salva ed accede alla finale.
- L'eliminazione: Vanity Milan ed Elecktra vengono chiamate a esibirsi con la canzone Kisses of Fire degli ABBA. Vanity Vain si salva e accede alla finale, mentre Elecktra viene eliminata dalla competizione.

### Episodio 8 –Drottningen Kröns
L'ottavo ed ultimo episodio di quest'edizione si apre con le finaliste che ritornano nell'atelier dopo l'eliminazione di Elecktra, si discute dei punti di forza ed i punti deboli delle tre finaliste, inoltre si discute su chi riuscirà a vincere quest'edizione ed il titolo di prima Drag Superstar svedese.
- La mini sfida: le concorrenti devono esporre in maniera comica un discorso  alla nazione, impersonando un'ipotetica vincitrice di un Premio Nobel. La vincitrice della mini sfida è Admira Thunderpussy.
- La sfida principale: per l'ultima prova, prima di incoronare la vincitrice di quest'edizione, le concorrenti devono devono cantare, ballare ed esibirsi dal vivo sulla canzone Every Queen e poi devono prendere parte ad un'intervista con i giudici.

Durante la scrittura dei pezzi, le concorrenti vengono raggiunte dai giudici che pongono domande sulla loro esperienza in questa edizione di Drag Race Sverige. Successivamente, ogni concorrente va nella sala registrazione, dove Herman Gardarfve, Melanie Wehbe e Patrik Jean danno loro consigli e aiuto per la registrazione del pezzo. Per la realizzazione della coreografia, le concorrenti raggiungono il palcoscenico principale, dove il coreografo Benjamin Johnsson insegna i vari passi della coreografia.
I giudici della puntata sono: Robert Fux, Kayo Shekoni e Farao Groth. Il tema della sfilata è Drottning Delicious, dove tutte le concorrenti dell'edizione devono sfilare con il loro vestito migliore. Dopo le critiche, le finaliste tornano nell'atelier dove ad aspettarle ci sono tutte le concorrenti dell'edizione, dove discutono dell'esperienza vissuta nello show.
Al ritorno sulla passerella, Robert Fux comunica che le due finaliste che accedono alla finalissima sono Admira Thunderpussy e Fontana, mentre Vanity Vain viene eliminata dalla competizione. Infine, Robert Fux dichiara Admira Thunderpussy vincitrice della prima edizione di Drag Race Sverige.